# Азнаурі
Азнаурі — назва грузинської шляхти, відома з V сторіччя. Розрізнялися спадкові та служилі азнаурі, також розподілялися сюзереном на царських, князівських та церковних. В обмін на земельні володіння вони мали нести обов'язкову військову повинність. Після приєднання Грузії до Російської імперії азнаурі отримали права російських дворян. З середини XIX століття був знищений поділ азнаурі на категорії.